# Casterman
Casterman é uma editora livreira belga de banda desenhada e de livros para a juventude.

## Historia
O fundador, Donat Casterman, estabeleceu-se como um encadernador livreiro em 1776, em Tournai, Bélgica, mas rapidamente tornou-se editor. Ao longo do século XIX, a editora desenvolveu e publicou um grande catálogo, em grande parte dedicado a publicações religiosas ou edificantes e livros para a juventude. A impressão e encadernação eram executados em Tournai ocupando cerca duzentas pessoas. 
Em 1856, Henry Casterman criou uma filial em Saint-Sulpice, Paris, o que permitiu obter um desenvolvimento empresarial forte em França. Após a morte dos dois líderes, a empresa assumiu a forma de sociedade anónima em 1907. No período entre guerras, o negócio cresceu fortemente em ambos os departamentos, edição e impressão, este último agora voltando para clientes externos da empresa (Hatier, Michelin, outros) e para anuários e listas (telefones, caminho de ferro, etc).
Em 1934, passam a editar o Petit Vingtième e consequentemente a publicar os álbuns de Tintim com o quarto episódio da série: Os Charutos do Faraó. A partir de 1942, com a publicação de L'île Mystérieuse, Casterman publicou uma novidade criada por Hergé, um álbum a cores com 62 páginas desenvolvendo um formato que se tornará o padrão da banda desenhada publicada no futuro. Nos anos seguintes, foram lançadas as versões revistas e a cores das aventuras publicadas originalmente a preto e branco. 
Usando como base o sucesso da banda desenhada de Hergé, Casterman cria rápidamente uma nova série: Petzi de Carla e Wilhem Hansen, Alix e Lefranc de Jacques Martin e o Cavaleiro Ardente de François Craenhals. O catálogo de livros ilustrados para a Juventude é ampliado consideravelmente e a série "Martine", de Marcel Marlier, obtem um considerável sucesso internacional. 
Nos anos 1970, a Casterman decidiu conquistar um público de banda desenhada mais adulto, lançando o primeiro álbum de Corto Maltese de Hugo Pratt, em 1973 e lançaram a revista de banda desenhada À Suivre, em 1978, originalmente um catálogo de autores prestigiados como Tardi, Schuiten, Geluck entre outros.
Em 1999 as publicações Casterman passaram a fazer parte do grupo, Flammarion. E a gráfica da Casterman passou a integrar o grupo EVADIX em 2002 e passou a chamar-se Casterman Printing.

## Colecções
- Hergé
- Jacques Martin
- Univers d'auteurs
- Écritures
- Ligne rouge
- Ligne d'horizon
- Ligne de vie
- Première Ligne
- Grandes lignes
- Un monde
- Haute Densité
- KSTЯ
- Rivages/Casterman/Noir
- Hanguk
- Hua shu
- Sakka

## Magazines
- Bang !
- À Suivre
- Fluide glacial